# Arquímedes (nombre)
Arquímedes es un nombre propio masculino de origen griego en su variante en español. Está compuesto del prefijo αρχι archi (preeminencia) y Ημαδομαι Emadomai (preocuparse), por lo que significa "el que se preocupa", "muy preocupado".
Arquímedes fue un matemático y geómetra griego, considerado el más notable científico y matemático de la antigüedad; es recordado por el Principio de Arquímedes y por sus aportes a la cuadratura del círculo, el estudio de la palanca, el tornillo de Arquímedes, la espiral de Arquímedes y otros aportes a la matemática, la ingeniería y la geometría.

## Variantes
| Variantes en otras lenguas | Variantes en otras lenguas |
| -------------------------- | -------------------------- |
| Español                    | Arquímedes                 |
| Albanés                    | Arkimedi                   |
| Alemán                     | Archimedes                 |
| Armenio                    | Արքիմեդ (Ark'imed)         |
| Azerí                      | Arximed                    |
| Bosnio                     | Arhimed                    |
| Bretón                     | Arc'himedes                |
| Búlgaro                    | Архимед (Arhimed)          |
| Catalán                    | Arquimedes                 |
| Checo                      | Archimédés                 |
| Croata                     | Arhimed                    |
| Danés                      | Arkimedes                  |
| Escocés                    | Archimedes                 |
| Eslovaco                   | Archimedes                 |
| Esloveno                   | Arhimed                    |
| Esperanto                  | Arkimedo                   |
| Estonio                    | Archimedes                 |
| Euskera                    | Arkimedes                  |
| Extremeño                  | Arquímidi                  |
| Finlandés                  | Archimedes                 |
| Francés                    | Archimède                  |
| Galés                      | Archimedes                 |
| Gallego                    | Arquimedes                 |
| Georgiano                  | არქიმედე (Arkhimede)       |
| Griego                     | Ἀρχιμήδης (Arkhimēdēs)     |
| Holandés                   | Archimedes                 |
| Húngaro                    | Arkhimédész                |
| Inglés                     | Archimedes                 |
| Irlandés                   | Airciméidéas               |
| Islandés                   | Arkímedes                  |
| Italiano                   | Archimede                  |
| Latín                      | Archimedes                 |
| Letón                      | Arhimēds                   |
| Lituano                    | Archimedas                 |
| Maltés                     | Arkimede                   |
| Noruego                    | Arkimedes                  |
| Piamontés                  | Archimede                  |
| Polaco                     | Archimedes                 |
| Portugués                  | Arquimedes                 |
| Rumano                     | Arhimede                   |
| Ruso                       | Архимед (Arhimed)          |
| Samogitiano                | Arkėmeds                   |
| Serbio                     | Архимед (Arhimed)          |
| Siciliano                  | Archimedi                  |
| Sueco                      | Arkimedes                  |
| Turco                      | Arşimet                    |
| Ucraniano                  | Архімед (Arhimed)          |